# Pallacanestro Olimpia Milano 2009-2010
Questa voce raccoglie le informazioni riguardanti la Pallacanestro Olimpia Milano nelle competizioni ufficiali della stagione 2009-2010.

## Stagione
La stagione 2009-2010 della Pallacanestro Olimpia Milano, sponsorizzata Armani Jeans, è la 77ª nel massimo campionato italiano di pallacanestro, la Serie A.
All'inizio della nuova stagione la Lega Basket decise di modificare il regolamento riguardo al numero di giocatori stranieri da schierare contemporaneamente in campo. Si potevano iscrivere a referto 6 giocatori stranieri di cui massimo 3 non appartenenti a Paesi appartenenti alla FIBA Europe.

## Verdetti stagionali
Competizioni nazionali
- Serie A 2009-2010:

regular season: 3ª classificata su 15 squadre (17 partite vinte su 28),
play off: finalista (0-4 vs Mens Sana Siena)
- Coppa Italia 2010: quarti di finale (vs. Avellino)[1]

Competizioni internazionali
- Eurolega 2009-2010: regular season (3 partite vinte su 10)[1]

## Organigramma societario
Area Dirigenza
- Presidente e Amm. Delegato: Livio PROLI
- Direttore Sportivo: Gianluca PASCUCCI
- Team Manager: 	Flavio Portaluppi
- Resp. Comunicazione e Stampa: Matteo MANTICA
- Direttore Marketing e Commerciale: Davide GHIONE
- Resp. Servizi Centrali e Biglietteria: Pierluigi MOSCONE
- Ass. Servizi Centrali: Giorgio SCOPECE
- Segreteria e biglietteria: Barbara ZONCADA
- Resp. Gestione Eventi e Sponsor: Ainoa ZAGO
- Resp. sito Internet: Matteo MANTICA
- Resp. Settore Giovanile: Cinzia LAURO
- Resp. Tecnico Sett. Giovanile:	Marco GANDINI

Area Tecnica
- Allenatore:  Piero Bucchi
- Assistenti:  Guido Saibene e  Mario Fioretti
- Preparatore Atletico: Massimo ANNONI
- Medici Sociali: Bruno CARÙ, Stefano RIBOLDI, Stefano ROSSI
- Fisioterapista: Attilio COLOMBO

## Roster
Aggiornato al 18 dicembre 2021.
| Armani Jeans Milano 2009-2010 | Armani Jeans Milano 2009-2010 |
| Giocatori                     | Staff tecnico                 |
| ----------------------------- | ----------------------------- |

| N. | Naz.                                        | Ruolo | Nome                  | Anno | Alt.   | Peso   |  |
| -- | ------------------------------------------- | ----- | --------------------- | ---- | ------ | ------ |  |
| 5  | Stati Uniti (bandiera)                      | G     | Alex Acker            | 1983 | 196 cm | 87 kg  |  |
| 6  | Italia (bandiera)                           | A     | Stefano Mancinelli    | 1983 | 203 cm | 102 kg |  |
| 7  | Stati Uniti (bandiera)                      | AG    | Mike Hall             | 1984 | 203 cm | 102 kg |  |
| 8  | Lituania (bandiera)                         | A     | Jonas Mačiulis        | 1985 | 198 cm | 105 kg |  |
| 9  | Italia (bandiera)                           | G     | Marco Mordente (C)    | 1979 | 191 cm | 88 kg  |  |
| 10 | Stati Uniti (bandiera)                      | P     | Morris Finley         | 1981 | 180 cm | 81 kg  |  |
| 11 | Italia (bandiera)                           | P     | Massimo Bulleri       | 1977 | 188 cm | 85 kg  |  |
| 12 | Stati Uniti (bandiera) · Italia (bandiera)  | C     | Richard Mason Rocca   | 1977 | 202 cm | 108 kg |  |
| 13 | Stati Uniti (bandiera)                      | G     | Chris Monroe          | 1981 | 188 cm | 90 kg  |  |
| 14 | Argentina (bandiera) · Italia (bandiera)    | P     | Ariel Filloy          | 1987 | 190 cm | 85 kg  |  |
| 14 | Italia (bandiera)                           | C     | Luca Ianes            | 1980 | 202 cm | 105 kg |  |
| 14 | Italia (bandiera)                           | G     | Giacomo Cacace        | 1993 | 193 cm |        |  |
| 15 | Lituania (bandiera)                         | C     | Marijonas Petravičius | 1979 | 208 cm | 116 kg |  |
| 19 | Stati Uniti (bandiera) · Italia (bandiera)  | C     | Joey Beard            | 1975 | 210 cm | 113 kg |  |
| 20 | Stati Uniti (bandiera) · Italia (bandiera)  | AP    | Jeff Viggiano         | 1984 | 196 cm | 99 kg  |  |
| 23 | Stati Uniti (bandiera) · Israele (bandiera) | AC    | Jamie Arnold          | 1975 | 203 cm | 104 kg |  |
| 32 | Slovenia (bandiera) · Italia (bandiera)     | PG    | Sani Bečirovič        | 1981 | 193 cm | 90 kg  |  |
| -  | Italia (bandiera)                           | P     | Paolo Colnago         | 1991 | 192 cm | 82 kg  |  |
|    | Stati Uniti (bandiera)                      | P     | Hollis Price (IN)     | 1979 | 186 cm | 88 kg  |  |

| Allenatore                                                                                   |
| - Piero Bucchi                                                                               |
| Assistente/i                                                                                 |
| - Mario Fioretti - Guido Saibene Legenda - (C) Capitano - (IN) Inattivo - Infortunato Roster |

## Mercato

### Sessione estiva
| Acquisti | Acquisti              | Acquisti          | Acquisti      | Acquisti |
| R.       | Nome                  | da                | Modalità      |          |
| -------- | --------------------- | ----------------- | ------------- | -------- |
| C        | Marijonas Petravičius | Lietuvos rytas    | definitivo    |          |
| G        | Alex Acker            | L.A. Clippers     | definitivo    |          |
| AP       | Jeff Viggiano         | Pall. Pavia       | definitivo    |          |
| A        | Stefano Mancinelli    | Fortitudo Bologna | definitivo    |          |
| P        | Morris Finley         | Mens Sana Siena   | definitivo    |          |
| A        | Jonas Mačiulis        | Žalgiris Kaunas   | definitivo    |          |
| P        | Massimo Bulleri       | Pall. Treviso     | fine prestito |          |
| P        | Ariel Filloy          | Triboldi          | fine prestito |          |

| Cessioni | Cessioni            | Cessioni          | Cessioni          | Cessioni |
| R.       | Nome                | a                 | Modalità          |          |
| -------- | ------------------- | ----------------- | ----------------- | -------- |
| PG       | Luca Vitali         | Virtus Roma       | fine contratto    |          |
| C        | Pape Sow            | Arka Gdynia       | fine contratto    |          |
| G        | Jobey Thomas        | Pall. Varese      | fine contratto    |          |
| AG       | Mindaugas Katelynas | Alicante          | fine contratto    |          |
| GA       | David Hawkins       | Mens Sana Siena   | fine contratto    |          |
| C        | Maurice Taylor      | Shanxi B. Dragons | fine contratto    |          |
| G        | Yohann Sangaré      | B.C. Ferrara      | fine contratto    |          |
| AG       | Marko Mićević       | Fulgor Fidenza    | fine contratto    |          |
| C        | Denis Marconato     | Mens Sana Siena   | fine contratto    |          |
| PG       | Sam Van Rossom      | V.L. Pesaro       | riscatto prestito |          |

### Dopo l'inizio della stagione
| Acquisti | Acquisti       | Acquisti         | Acquisti        | Acquisti   |
| R.       | Nome           | da               | Data            | Modalità   |
| -------- | -------------- | ---------------- | --------------- | ---------- |
| C        | Luca Ianes     | Scafati Basket   | novembre 2009   | definitivo |
| PG       | Sani Bečirovič | Olimpija Lubiana | 15 gennaio 2010 | definitivo |
| AC       | Jamie Arnold   | Peristeri        | 7 maggio 2010   | definitivo |
| G        | Chris Monroe   | PAOK Salonicco   | 12 maggio 2010  | definitivo |

| Cessioni | Cessioni     | Cessioni        | Cessioni         | Cessioni    |
| R.       | Nome         | a               | Data             | Modalità    |
| -------- | ------------ | --------------- | ---------------- | ----------- |
| P        | Ariel Filloy | Scafati Basket  | 20 novembre 2009 | prestito    |
| C        | Joey Beard   | Free agent      | dicembre 2009    | rescissione |
| P        | Hollis Price | Artland Dragons | febbraio 2010    | rescissione |

## Risultati

### Serie A

#### Stagione regolare

##### Girone d'andata
| Arbitri: | Sahin D'Este Martolini |

|                     |            |              |
| Stefano Pillastrini | Allenatori | Piero Bucchi |

| Arbitri: | Lamonica Giansanti Gori |

|              |            |               |
| Piero Bucchi | Allenatori | Giorgio Valli |

| Arbitri: | Facchini Chiari Capurro |

|                    |            |              |
| Stefano Sacripanti | Allenatori | Piero Bucchi |

| Arbitri: | Paternicò Sardella Taurino |

|              |            |                   |
| Piero Bucchi | Allenatori | Simone Pianigiani |

| Arbitri: | Sahin Mattioli Barni |

|            |            |              |
| Lino Lardo | Allenatori | Piero Bucchi |

| Arbitri: | Sabetta D'Este Weidmann |

|              |            |                   |
| Piero Bucchi | Allenatori | Andrea Trinchieri |

| Arbitri: | Cerebuch Pozzana Crescenti |

|                   |            |              |
| Andrea Capobianco | Allenatori | Piero Bucchi |

| Arbitri: | Facchini Lo Guzzo Caiazza |

|              |            |               |
| Piero Bucchi | Allenatori | Luca Dalmonte |

| Milano 6 dicembre 2009, ore 18:15 9ª giornata | Olimpia Milano | 93 – 64 Gara annullata | Nuova A.M.G. Sebastiani Basket Rieti | Palalido |
| Piero Bucchi Allenatori Federico Pasquini     |                |                        |                                      |          |
|                                               |                |                        |                                      |          |
| Piero Bucchi                                  | Allenatori     | Federico Pasquini      |                                      |          |

| Arbitri: | D'Este Seghetti Ursi |

|                 |            |              |
| Cesare Pancotto | Allenatori | Piero Bucchi |

| Arbitri: | Chiari Lo Guzzo Quacci |

|              |            |              |
| Piero Bucchi | Allenatori | Attilio Caja |

| Arbitri: | Paternicò Duranti Capurro |

|                   |            |              |
| Matteo Boniciolli | Allenatori | Piero Bucchi |

| Arbitri: | Mattioli Seghetti Lanzarini |

|              |            |            |
| Piero Bucchi | Allenatori | Luca Bechi |

| Arbitri: | Sahin Pozzana Martolini |

|                 |            |              |
| Fabrizio Frates | Allenatori | Piero Bucchi |

| Arbitri: | Paternicò Taurino Ramilli |

|              |            |               |
| Piero Bucchi | Allenatori | Jasmin Repeša |

##### Girone di ritorno
| Arbitri: | Facchini Sardella Quacci |

|              |            |                     |
| Piero Bucchi | Allenatori | Stefano Pillastrini |

| Arbitri: | Sahin D'Este Crescenti |

|               |            |              |
| Giorgio Valli | Allenatori | Piero Bucchi |

| Arbitri: | Paternicò Begnis Gori |

|              |            |                    |
| Piero Bucchi | Allenatori | Stefano Sacripanti |

| Arbitri: | Cerebuch Giansanti Lanzarini |

|                   |            |              |
| Simone Pianigiani | Allenatori | Piero Bucchi |

| Arbitri: | Sabetta Pozzana Caiazza |

|              |            |            |
| Piero Bucchi | Allenatori | Lino Lardo |

| Arbitri: | Paternicò Seghetti Begnis |

|                   |            |              |
| Andrea Trinchieri | Allenatori | Piero Bucchi |

| Arbitri: | Facchini Sahin Sardella |

|              |            |                   |
| Piero Bucchi | Allenatori | Andrea Capobianco |

| Arbitri: | Taurino Pozzana Caiazza |

|               |            |              |
| Luca Dalmonte | Allenatori | Piero Bucchi |

| Napoli 24ª giornata     | Nuova A.M.G. Sebastiani Basket Rieti | – Gara annullata | Olimpia Milano | PalaBarbuto |
| Allenatori Piero Bucchi |                                      |                  |                |             |
|                         |                                      |                  |                |             |
|                         | Allenatori                           | Piero Bucchi     |                |             |

| Arbitri: | Sabetta Giansanti Weidmann |

|              |            |                 |
| Piero Bucchi | Allenatori | Cesare Pancotto |

| Arbitri: | Chiari Pozzana Barni |

|                |            |              |
| Stefano Cioppi | Allenatori | Piero Bucchi |

| Arbitri: | Paternicò Mattioli Lanzarini |

|              |            |                   |
| Piero Bucchi | Allenatori | Matteo Boniciolli |

| Arbitri: | Lamonica Seghetti Crescenti |

|            |            |              |
| Luca Bechi | Allenatori | Piero Bucchi |

| Arbitri: | Sabetta Taurino Caiazza |

|              |            |                 |
| Piero Bucchi | Allenatori | Fabrizio Frates |

| Arbitri: | Mattioli Pozzana Filippini |

|               |            |              |
| Jasmin Repeša | Allenatori | Piero Bucchi |

#### Play-off

##### Quarti di finale
| Arbitri: | Lamonica D'Este Filippini |

|                     |          |                       |
| Finley 16           | Punti    | 11 Ivanov, Marquinhos |
| Bulleri, Mordente 3 | Assist   | 4 Maestranzi          |
| Rocca 9             | Rimbalzi | 8 Ivanov              |

| Arbitri: | Cerebuch Taurino Giansanti |

|                   |          |                          |
| Bulleri, Rocca 13 | Punti    | 14 Marquinhos, Ivanov 14 |
| Bulleri, Finley 2 | Assist   | 5 Cavaliero              |
| Rocca 7           | Rimbalzi | 8 Brunner                |

| Arbitri: | Facchini Sahin Lo Guzzo |

|                          |          |                             |
| Cavaliero, Marquinhos 14 | Punti    | 12 Bulleri, Finley          |
| Cinciarini, Cavaliero 3  | Assist   | 2 Bulleri, Finley, Mačiulis |
| Ivanov 8                 | Rimbalzi | 8 Rocca                     |

##### Semifinale
| Arbitri: | Lamonica Chiari Seghetti |

|                    |          |           |
| Ere 25             | Punti    | 22 Monroe |
| Bowers, Koszarek 3 | Assist   | 3 Finley  |
| Jones 9            | Rimbalzi | 9 Arnold  |

| Arbitri: | Cerebuch Sahin Martolini |

|                    |          |             |
| Ere 20             | Punti    | 18 Mačiulis |
| Bowers 2           | Assist   | 2 Finley    |
| Jones, Michelori 6 | Rimbalzi | 10 Rocca    |

| Arbitri: | Facchini Pozzana Begnis |

|                    |          |                 |
| Mačiulis 16        | Punti    | 19 Bowers       |
| Finley, Mordente 3 | Assist   | 3 Jones         |
| Arnold 9           | Rimbalzi | 5 Bowers, Jones |

| Arbitri: | Lamonica Sabetta Lo Guzzo |

|                        |          |             |
| Mancinelli 21          | Punti    | 17 Di Bella |
| Mačiulis, Mancinelli 5 | Assist   | 4 Ere       |
| Rocca 7                | Rimbalzi | 8 Ere       |

| Arbitri: | Paternicò Mattioli Seghetti |

|                    |          |          |
| Michelori 14       | Punti    | 14 Rocca |
| Bowers, Di Bella 4 | Assist   | 3 Finley |
| Jones 9            | Rimbalzi | 11 Rocca |

##### Finale
| Arbitri: | Cerebuch Paternicò Sardella |

|             |          |            |
| McIntyre 29 | Punti    | 15 Monroe  |
| McIntyre 5  | Assist   | 3 Finley   |
| Stonerook 9 | Rimbalzi | 6 Mačiulis |

| Arbitri: | Facchini Mattioli Chiari |

|                    |          |                   |
| Domercant, Sato 16 | Punti    | 13 Mačiulis       |
| Zīsīs 4            | Assist   | 2 Bulleri, Monroe |
| Ress 6             | Rimbalzi | 7 Hall            |

| Arbitri: | Sabetta Taurino D'Este |

|             |          |                            |
| Mačiulis 16 | Punti    | 23 Sato                    |
| Finley 3    | Assist   | 3 Hawkins, McIntyre, Zīsīs |
| Rocca       | Rimbalzi | 9 Stonerook                |

| Arbitri: | Lamonica Sahin Begnis |

|               |          |                         |
| Mačiulis 13   | Punti    | 28 McIntyre             |
| Mancinelli 4  | Assist   | 3 Lavrinovič, Stonerook |
| Hall, Rocca 6 | Rimbalzi | 8 Stonerook             |

### Eurolega

#### Regular Season
| Arbitri: | Hierrezuelo Boltauzer Radovic |

|              |            |                  |
| Piero Bucchi | Allenatori | Željko Obradović |

| Arbitri: | Arteaga Muhvic Bulto |

|                |            |              |
| Predrag Krunić | Allenatori | Piero Bucchi |

| Arbitri: | Garcia Gkontas Lucis |

|               |            |              |
| Tomas Pačėsas | Allenatori | Piero Bucchi |

| Arbitri: | Mitjana Maricic Chambon |

|              |            |                 |
| Piero Bucchi | Allenatori | Sergio Scariolo |

| Arbitri: | Ziemblicki Cmikiewicz Anastopoulos |

|                |            |              |
| Ettore Messina | Allenatori | Piero Bucchi |

| Arbitri: | Drabikowski Herceg Mikhaylov |

|                  |            |              |
| Željko Obradović | Allenatori | Piero Bucchi |

| Arbitri: | Belosevic Zamojski Jasevicius |

|              |            |                |
| Piero Bucchi | Allenatori | Predrag Krunić |

| Arbitri: | Pukl Garcia Vyklicky |

|              |            |               |
| Piero Bucchi | Allenatori | Tomas Pačėsas |

| Arbitri: | Mouzakis Jovcic Koromilas |

|                 |            |              |
| Sergio Scariolo | Allenatori | Piero Bucchi |

| Arbitri: | Brazauskas Vojinovic Latiševs |

|              |            |                |
| Piero Bucchi | Allenatori | Ettore Messina |

### Coppa Italia
| Arbitri: | Facchini Mattioli Barni |

|              |            |                 |
| Piero Bucchi | Allenatori | Cesare Pancotto |

## Statistiche

### Statistiche giocatori
Fonte: Campionato, Coppa Italia

Fonte Eurolega
| Giocatore      | Serie A+Playoff | Serie A+Playoff | Serie A+Playoff | Serie A+Playoff | Coppa Italia | Coppa Italia | Coppa Italia | Coppa Italia | Eurolega | Eurolega | Eurolega | Eurolega | Totale | Totale | Totale | Totale |
| Giocatore      | PG              | PTI             | AST             | RIM             | PG           | PTI          | AST          | RIM          | PG       | PTI      | AST      | RIM      | PG     | PTI    | AST    | RIM    |
| -------------- | --------------- | --------------- | --------------- | --------------- | ------------ | ------------ | ------------ | ------------ | -------- | -------- | -------- | -------- | ------ | ------ | ------ | ------ |
| A. Acker       | 14              | 130             | 19              | 45              | 1            | 5            | 0            | 2            | 4        | 35       | 6        | 11       | 19     | 170    | 25     | 58     |
| J. Arnold      | 1+12            | 9+71            | 0+2             | 4+45            | -            | -            | -            | -            | -        | -        | -        | -        | 13     | 80     | 2      | 49     |
| J. Beard       | 2               | 4               | 0               | 2               | -            | -            | -            | -            | 2        | 0        | 0        | 5        | 4      | 4      | 0      | 7      |
| S. Bečirovič   | 14+6            | 85+17           | 48+3            | 30+4            | 1            | 6            | 1            | 3            | -        | -        | -        | -        | 21     | 108    | 52     | 37     |
| M. Bulleri     | 25+12           | 194+72          | 49+16           | 48+28           | -            | -            | -            | -            | 8        | 67       | 10       | 8        | 45     | 333    | 75     | 84     |
| G. Cacace      | 1+0             | 0+0             | 0+0             | 0+0             | -            | -            | -            | -            | 2        | 0        | 0        | 0        | 3      | 0      | 0      | 0      |
| P. Colnago     | 0               | 0               | 0               | 0               | -            | -            | -            | -            | -        | -        | -        | -        | 0      | 0      | 0      | 0      |
| A. Filloy      | 0               | 0               | 0               | 0               | -            | -            | -            | -            | -        | -        | -        | -        | 0      | 0      | 0      | 0      |
| M. Finley      | 16+12           | 219+100         | 51+26           | 60+39           | -            | -            | -            | -            | 9        | 112      | 20       | 32       | 37     | 431    | 97     | 131    |
| M. Hall        | 27+12           | 207+71          | 47+14           | 186+55          | 1            | 4            | 1            | 8            | 10       | 66       | 15       | 50       | 50     | 348    | 77     | 299    |
| L. Ianes       | 4+2             | 2+0             | 0+0             | 3+0             | 0            | 0            | 0            | 0            | -        | -        | -        | -        | 6      | 2      | 0      | 3      |
| J. Mačiulis    | 28+12           | 201+133         | 22+16           | 77+51           | 1            | 12           | 0            | 3            | 10       | 102      | 17       | 38       | 51     | 448    | 55     | 169    |
| S. Mancinelli  | 27+12           | 197+95          | 44+16           | 96+28           | 1            | 7            | 2            | 3            | 10       | 96       | 11       | 31       | 50     | 395    | 73     | 158    |
| C. Monroe      | 1+12            | 3+95            | 0+13            | 2+21            | -            | -            | -            | -            | -        | -        | -        | -        | 13     | 98     | 13     | 23     |
| M. Mordente    | 28+12           | 271+89          | 58+19           | 78+31           | 1            | 0            | 3            | 0            | 10       | 63       | 21       | 16       | 51     | 423    | 101    | 125    |
| M. Petravičius | 15              | 168             | 2               | 60              | -            | -            | -            | -            | 8        | 73       | 5        | 26       | 23     | 241    | 7      | 86     |
| H. Price       | -               | -               | -               | -               | -            | -            | -            | -            | -        | -        | -        | -        | -      | -      | -      | -      |
| R. Mason Rocca | 28+12           | 283+120         | 13+4            | 191+85          | 1            | 13           | 0            | 10           | 10       | 80       | 1        | 47       | 51     | 496    | 18     | 333    |
| J. Viggiano    | 25+10           | 130+20          | 15+4            | 37+6            | 1            | 0            | 0            | 0            | 7        | 30       | 10       | 14       | 43     | 180    | 29     | 57     |